# Gvožđe(II) oksid
Gvožđe(II) oksid (fero oksid) je jedan od gvožđe oksida. On je crni prah sa hemijskom formulom FeO. On se sastoji od elementa gvožđa u oksidacionom stanju 2 vezanog za kiseonik. Njegova mineralna forma je poznata kao vustit. Gvožđe(II) oksid nije isto što i rđa, koji se sastoji od hidratisanog gvožđe(III) oksida (feri oksida). Ovaj termin se može koristi manje određeno za nestehiometrijsko jedinjenje sa promenljivim odnosom gvožđa i kiseonika. Uzorci su tipično deficitarni u gvožđu sa sastavom u opsegu Fe0.84O do Fe0.95O.

## Priprema
se može pripremiti zagrevanjem gvožđe(II) oksalata u vakuumu:
Stehiometrijski FeO se može formirati zagrevanjem 0.95O sa gvožđem na 770 ° i 36 .

## Reakcije
je termodinamički nestabilan ispod 575 °, te se disproporcioniše u metal i 3O4:

## Struktura
Gvožđe(II) oksid poprima kubnu strukturu kamene soli u kojoj su atomi gvožđa oktaedralno okruženi atomima kiseonika. Nestehiometrijski odnosi se javljaju zbog lakoće oksidacije FeII do III čime se efektivno zamenjuje mali broj FeII sa dve trećine tog broja FeIII atoma.
Ispod 200  dolazi do manjih promena strukture kojima se menja simetrija u romboedralnu i uzorak postaje antiferomagnetan.

## Upotreba
Gvožđe(II) oksid se koristi kao pigment. On je odobren od strane FDA za upotrebu u kozmetici, a koristi se i kao ink za tetoviranje.

## Spoljašnje veze
- Vustit - podaci o mineralu